# دینا بولینگ مارکوم
دینا بولینگ مارکوم (۵ اوت ۱۹۴۶ – ۱۶ اوت ۲۰۲۲) یک کتابدار و رهبر غیرانتفاعی آمریکایی بود که از ۱۹۹۵ تا ۲۰۰۳ به عنوان رئیس شورای منابع کتابخانه و اطلاعات خدمت کرد. او همچنین از ۲۰۰۳ تا ۲۰۱۱ به عنوان کتابدار همکار برای خدمات کتابخانه در کتابخانه کنگره فعالیت داشت و از ۲۰۱۲ تا ۲۰۱۶ مدیر اجرایی منابع کتابخانه‌ای و اطلاعاتی بود.

## تحصیلات و جوایز
مارکوم در سالم، ایندیانا، متولد شد. او مدرک کارشناسی هنر در رشته انگلیسی را در سال ۱۹۶۷ از دانشگاه ایلینوی شیکاگو دریافت کرد و سپس در سال ۱۹۶۹ مدرک کارشناسی ارشد در رشته انگلیسی را از دانشگاه ایلی‌نوی جنوبی گرفت. او همچنین زبان انگلیسی تدریس کرد و در سال ۱۹۷۱ مدرک کارشناسی ارشد در علوم کتابداری و اطلاع‌رسانی از دانشگاه کنتاکی دریافت کرد. مارکوم در سال ۱۹۹۱ از دانشگاه مریلند، کالج پارک با مدرک دکتری فلسفه در مطالعات آمریکایی فارغ‌التحصیل شد. او در سال ۲۰۱۰ دکتری در رشته ادبیات انسانی از دانشگاه ایالتی کارولینای شمالی دریافت کرد.
در سال ۲۰۱۱، انجمن کتابخانه آمریکا به او نشان ملویل دویی را به عنوان بالاترین افتخار انجمن اعطا کرد. در سال ۲۰۱۶، مارکوم جایزه مایلز کانراد را به خاطر رهبری‌اش در کتابخانه‌های دیجیتال از فدراسیون ملی خدمات اطلاعات پیشرفته دریافت کرد که در سال ۲۰۱۹ با سازمان استانداردهای اطلاعات ملی ادغام شد.

## حرفه کتابخانه و غیرانتفاعی
مارکوم کار خود را با تدریس زبان انگلیسی در دانشگاه کنتاکی آغاز کرد، جایی که پس از آن به کتابداری روی آورد و به مدت سه سال در یک برنامه بنیاد فورد در دانشگاه وندربیلت کار کرد. سپس از سال ۱۹۷۷ تا ۱۹۸۱ در برنامه آموزش مدیریت انجمن کتابخانه‌های پژوهشی فعالیت کرد.
از سال ۱۹۸۰ تا ۱۹۸۹، او در شورای منابع کتابخانه‌ها مشغول به کار بود. او از سال ۱۹۸۹ تا ۱۹۹۲ به عنوان دکترای دانشکده کتابداری و علم اطلاعات دانشگاه کاتولیک آمریکا خدمت کرد. همچنین از سال ۱۹۹۳ تا ۱۹۹۵ به عنوان مدیر خدمات عمومی و مدیریت مجموعه‌ها در کتابخانه کنگره فعالیت داشت.
در سال ۱۹۹۵، او به عنوان رئیس شورای منابع کتابخانه‌ها منصوب شد و بر ادغام این مرکز با کمیسیون حفظ و دسترسی نظارت کرد تا شورای منابع کتابخانه و اطلاعات ایجاد شود. او تا اوت ۲۰۰۳ به عنوان رئیس CLIR خدمت کرد.
از سال ۲۰۰۳ تا ۲۰۱۱، او به کتابخانه کنگره بازگشت و به عنوان کتابدار همکار برای خدمات کتابخانه فعالیت کرد و بر پنجاه و سه بخش و دفتر با شانزده‌هزار کارمند نظارت داشت و کتابخانه را به سوی آینده‌ای دیجیتال هدایت کرد. زمینه‌های تخصصی او شامل فهرست نویسی و نگهداری بود.
در اول ژانویه ۲۰۱۲، بلافاصله پس از بازنشستگی از کتابخانه کنگره، مارکوم به عنوان اولین مدیر اجرایی Ithaka S+R، که بخشی از Ithaka Harbors بود، پیوست. او از بنیاد بیل و ملیندا گیتس، بنیاد لومی‌نا و بنیاد ملون کمک‌های مالی دریافت کرد. او در سال ۲۰۱۶ بازنشسته شد و جای او را کاتارین باند هیل، رئیس سابق کالج واسار گرفت، اما تا زمان درگذشتش در اوت ۲۰۲۲ به عنوان مشاور ارشد برای تحول آموزشی و کتابخانه‌ها و ارتباطات علمی در Ithaka S+R به کار خود ادامه داد.
در سال ۲۰۱۳، او به کمیسیون دوستی ژاپن و ایالات متحده منصوب شد که تسهیل‌کننده تبادل‌های فرهنگی و آموزشی بین ایالات متحده و ژاپن است. همچنین او در کمیته‌های راهبری برای ائتلاف اطلاعات شبکه‌ای (۲۰۰۸–۲۰۱۲) و ائتلاف انتشارات علمی و منابع آکادمیک (۲۰۰۸–۲۰۱۱) خدمت کرد.